# کیسی داگلاس
کیسی داگلاس (انگلیسی: Kasey Douglas؛ زادهٔ ۸ آوریل ۲۰۰۰) بازیکن فوتبال اهل بریتانیا است.
از باشگاه‌هایی که در آن بازی کرده‌است می‌توان به باشگاه فوتبال پیتربورو یونایتد اشاره کرد.